# Circolo Unione Racalmuto
(Leonardo Sciascia)
Il Circolo Unione, già  Circolo della Concordia o  Dopolavoro, è un club per gentiluomini di Racalmuto. Ha raggruppato personaggi di elevata estrazione sociale che si sono distinti nell'ambito della cultura, delle istituzioni e delle professioni. 
È sito nel centrale Corso Garibaldi e ha rivestito un ruolo apicale nella politica locale, con 23 presidenti succedutisi a partire dal 1921.
Era molto frequentato dallo scrittore Leonardo Sciascia, che gli ha dedicato un capitolo del suo primo romanzo, Le parrocchie di Regalpetra.

## Logo
(Leonardo Sciascia, "Occhio di capra")

Logo del Circolo.

Il logo del Circolo raffigura un fregio al cui centro è riportata una doppia ellisse di forma ovale in cui è riportata la scritta: "Circolo Unione Racalmuto", con all'interno le iniziali e l'anno di fondazione: il 1836. 
Il fregio è attorniato da foglie d'acanto, simbolo di prestigio e di Apollo, con un libro sulla parte alta e centrale a significare l'intellettualità e la cultura. 
Alle parti basse fuoriescono invece due gardenie, simbolo di lealtà e raffinatezza proprie dei soci del Circolo. 
In corrispondenza della base inferiore è tracciato un cartiglio attorcigliato, nel lato sinistro, al peduncolo dell'acanto e riportante la scritta "Concordia parvae res crescunt", tratta dal Bellum Iugurthinum di Sallustio e traducibile come: "Con la concordia piccola le cose crescono".

## Storia e sede
(Statuto, articolo 1)
Il circolo è stato fondato il 18 giugno 1836 con il nome “Sala di conversazione”. Ubicato in precedenza nei locali di proprietà della confraternita “Venerabile Cappella di San Michele Arcangelo", presso il collegio di Maria, a partire dal 1920 è situato nei locali sopra il Banco di Sicilia, oggi UniCredit, nel centrale Corso Garibaldi.
I soci del Circolo hanno svolto un ruolo significativo nella storia politica siciliana. È interessante notare che la maggior parte dei sindaci e degli amministratori locali e provinciali sono stati, fino ad oggi, soci del Circolo.
Nell’Ottocento la lotta per il dominio del paese tra le famiglie più influenti, i Tulumello e i Matrona, s’inasprì al punto che nel 1890 il barone Luigi Tulumello fondò un altro circolo, detto “di cultura”.
(Leonardo Sciascia, "Le parrocchie di Regalpetra")
Tuttavia dopo un paio d’anni ci fu una ricongiunzione, tanto che fu varato un nuovo statuto che portava 400 articoli dopo un lungo preambolo, a presenziare il quale lo stesso Tulumello: da qui la denominazione Sciasciana di “Circolo della concordia”.
(Leonardo Sciascia, "Le parrocchie di Regalpetra")
Durante l'era fascista, i locali del Circolo erano situati al piano terra, dove attualmente è ubicata l'Unicredit. Tali locali furono requisiti dal podestà locale e utilizzati come sede del fascio, probabilmente perché costui non fu ammesso come socio del Circolo, consentendo ai soci di usufruire soltanto di uno spazio limitato. 
In tale periodo, il presidente veniva nominato da un Consiglio di Amministrazione e l’elezione ratificata dal Segretario Federale di Agrigento.
Inoltre, per evitare la chiusura, nel verbale del 16 gennaio 1921 i soci decisero di aderire all’Opera nazionale del dopolavoro, nonché di sottoscrivere l'abbonamento al "Popolo d'Italia", quotidiano ufficiale fascista. La denominazione fu cambiata in “Circolo dopolavoro fascista”.
In una seduta del 3 dicembre 1922 venne approvato un nuovo statuto, con 153 articoli.
All'arrivo degli Alleati il reparto americano, consapevole che il locale era precedentemente la sede del fascio, occupò ciò che restava del Circolo e vi istituì la mensa degli ufficiali.

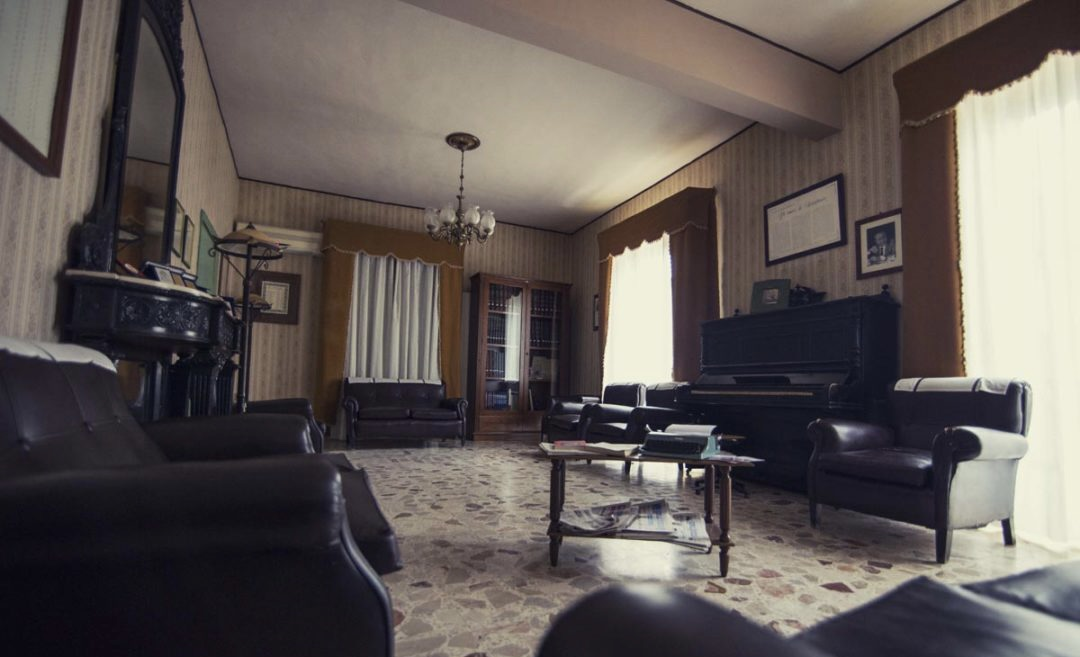
La sala di conversazione del Circolo.

Successivamente, nel 1945, fu approvato un nuovo statuto che ribadì l'apoliticità del Circolo, assumendo l’attuale nominativo: “Circolo Unione”, rimandando alla raggiunta unificazione italiana.
Fu in quel momento che il sodalizio raggiunse l’elevato numero di 150 soci.
Negli ultimi anni, le sale del Circolo sono state aperte ad eventi culturali, presentazioni e visite, sia per i turisti che per le scolaresche, desiderosi di conoscere uno dei cosiddetti “luoghi sciasciani”.
Ad oggi, i soci del circolo sono circa sessanta ed il presidente è Salvatore Picone.

### Leonardo Sciascia
Lo scrittore Leonardo Sciascia, socio dal 1945, è stato infatti attivo membro del circolo, dedicandogli un capitolo delle sue “Parrocchie di Regalpetra”. 

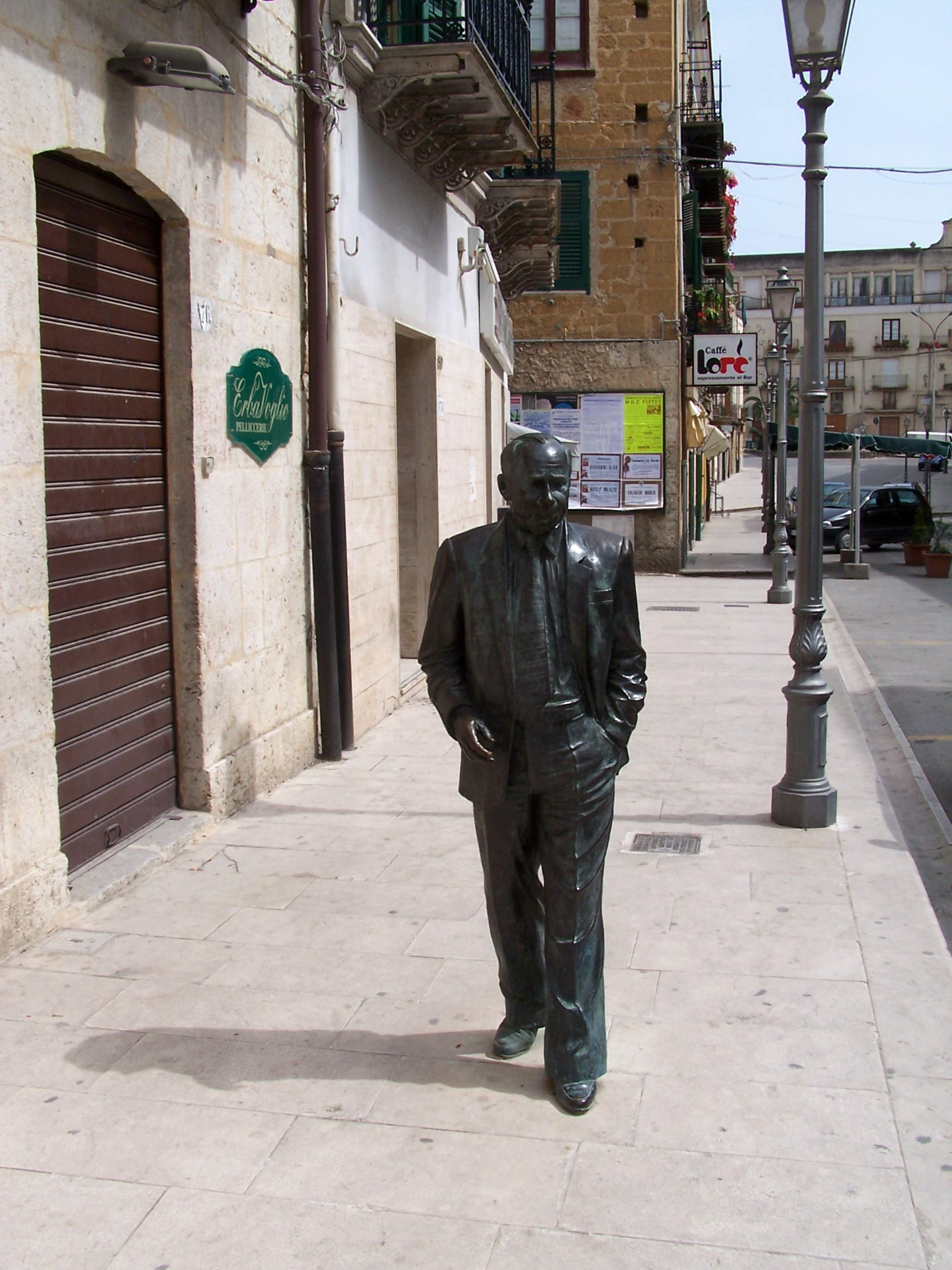
La statua di Leonardo Sciascia sotto i locali del Circolo, a Racalmuto.

Nel 1997, allo scrittore è stata realizzata una statua a grandezza naturale dallo scultore Giuseppe Agnello sul marciapiede del circolo stesso.

## Descrizione
(Leonardo Sciascia, "Le parrocchie di Regalpetra")
Il cuore del circolo è una grande sala di conversazione affacciata sul centrale Corso Garibaldi in cui si svolge la maggior parte delle iniziative culturali con poltrone di cuoio scuro e mobili in stile liberty.
Annessa vi è una sala di lettura con circa mille volumi, tra cui libri dello scrittore racalmutese Leonardo Sciascia e riviste come “L’Illustrazione italiana” dal 1885 fino al 1915.

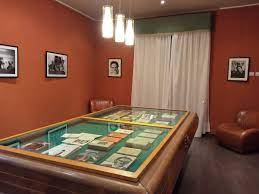
Sala di gioco del Circolo, con il tavolo da biliardo.

Completano il tutto tre sale da gioco, con un tavolo di biliardo vintage del 1956.

## Presidenti
- Giovanni Grillo (1921-1922)
- Baldassarre Tulumello (1922-1923)
- Cavaliere Nicolò Scimè (1923-1925)
- Cavaliere Alfredo Falletti (1925-1930)
- Cavaliere Michele Mendola (1930-1936)
- Achille Vinci (1937-1944)
- Amedeo Messana (1944-1945)
- Cavaliere Michele Mendola (1945)
- Saverio Vinci (1945)
- Alfonso Battiati (1945-1948)
- Camillo Vinci (1948)
- Salvatore Giancani (1948-1949)
- Salvatore Burruano (1949)
- Salvatore Giancani (1949-1950)
- Giuseppe Sciascia (1950-1954)
- Alfonso Battiati (1954)
- Giuseppe Romano (1956-1961)
- Nicolò Bartolotta (1961-1970)
- Alfonso Battiati (1970-1971)
- Paolo Vinci (1971-1978)
- Angelo Morreale (1978-1985)
- Francesco Marchese (1985-2023)
- Salvatore Picone (dal 2023)

## Curiosità
(Leonardo Sciascia, "Il fuoco nel mare")
- Nelle sue “Parrocchie di Regalpetra”, lo scrittore Leonardo Sciascia ne riporta la fondazione al 1866 quando, in realtà, è di trent’anni superiore al vero.
- La sede storica del sodalizio, nel Corso Garibaldi, è inserita dal 2014 nella Carta regionale dei Luoghi della Memoria e dell’identità siciliana.
- Contestato fu l’abbonamento alla rivista “Il Ponte”: sebbene infatti non fosse mai letta e gli si preferisse nettamente “L’illustrazione italiana”, ogni anno l’abbonamento veniva rinnovato per garantire la concordia tra i soci.
- Per sfuggire dai pettegolezzi dei soci del Circolo, che in estate si riunivano all'esterno, le donne preferivano percorrere la parallela via Matrona piuttosto che il più centrale Corso Garibaldi.